# 柳布切 (羅日謝區)
50°57′30″N 25°6′46″E / 50.95833°N 25.11278°E
柳布切（烏克蘭語：Любче）是位於烏克蘭西部沃倫州裏盧茨克區的村莊，始建於1540年，面積20.77平方公里，海拔高度186米，2001年人口744，人口密度每平方公里35.82人。